# آیکون (شخصیت کمیک)
آیکون (به انگلیسی: Icon) یک شخصیت خیالی ابرقهرمان در کتاب‌های کامیک آمریکایی منتشر شده توسط دی‌سی کامیکس است که توسط نویسنده دواین مک‌دافی و طراح مارک برایت خلق شده‌است و برای اولین بار، در شمارهٔ ۱ مجلهٔ کمیک‌های آیکون (مه ۱۹۹۳) معرفی شد.